# Llista de criminals de les màfies russes
Llista de criminals de les màfies russes, també conegudes com a Màfia Roja, Bratvá, Organizatsja o Màfies euroasiàtiques.
- Ievsei Agron
- Alenxandre Anguert
- Viktor Averin
- Marat Balagula
- Vladimir Barsukov
- Viktor Bout
- Akhat Braguin, Alik el Grec.
- Vitali Diómotxka
- Monya Elson
- Iuri Essin
- Leonid Fainberg, Lyosha o Tarzan.
- Toomas Helin
- Vitali Idrilov
- Viatxeslav Ivankov, Yaponchik.
- Guennadi Karkov, El Mongol.
- Zakhar Kalaixov, Shakro o Young Shakro.
- Djemal Kachidze
- Vladimir Kumarin
- Otari Kvantrixvili
- Ruslan Labazànov
- Valeri Ledovskikh
- Vladislav Leontyev
- Gennadios Petrov
- Mikhailov, Serguei
- Leonid Minin
- Aleksandr Minine
- Semion Moguilévitx
- Boris Naifeld
- Emil Puzyretsky
- Tariel Oniani, Taro.
- Vladimir Reznikov
- Grisha Roizes
- Aleksandr Solonik
- Nicolai Suleimanov
- Serguei Timoféiev
- Vladimir Tiourine
- Aslan Usoian, Dede Hasan.
- Ievgueni Vassin, Dhzem o Jam.
- Kakhaber Xuixanaixvili
- Laixa Xuixanaixvili
- Aleksei Xerstobitov
- Oleg Zapinakmine